# Maryanu
Maryannu es una antigua palabra para la casta de nobleza montada en carros de guerra que dominó muchas de las sociedades del Oriente Medio durante la Edad del Bronce. 

## Descripción
El término está atestiguado en las cartas de Amarna escritas por Haapi. Robert Drews señala que el nombre maryannu aunque plural, toma su singular de marya, que en sánscrito significa "joven guerrero" y al que se le añade un sufijo hurrita. Probablemente, al comienzo de la Edad de Bronce Tardía, la mayoría habría hablado hurrita o ario pero a finales del siglo XIV a. C. la mayor parte de los maryannu del Levante mediterráneo tenían nombres semitas. También puede pensarse, que la palabra deriva de la raíz indoeuropea mary, traducida como "noble".
En las inscripciones de Medinet Habu, el faraón egipcio Ramsés III se expresa, preparándose ante sus enemigos:  "Organicé mi frontera en Djahi (costa fenicia). Me preparé delante de ellos: príncipes, comandantes de guarniciones y maryannu." A veces, estos maryannu eran contratados como mercenarios.
Las élites indoeuropeas de maryannu se cree que hubieran gobernado sobre el reino hurrita de Mitani y sobre el reino de los hititas. Muchos gobernantes cananeos tenían nombres indoeuropeos o hurritas y podían haber derivado de grupos inmigrantes maryannu. 
Grupos similares dominaron las distintas ciudades-estado de la Grecia micénica.